# لتانينة
لاتانينة (الاسم العلمي: Lataniinae) هي عمارة نباتية تتبع فصيلة الفوفلية من رتبة الفوفليات.

## أجناس
- اللتانية وهو الجنس النموذجي لهذه العمارة
- البوراس
- البوراس الشجري
- لودواسيا